# Cneorella kimotoi
Cneorella kimotoi es un coleóptero de la familia Chrysomelidae.
Fue descrita científicamente en 2005 por Bezdek.